# Destriana
Destriana település Spanyolországban, León tartományban. Lakosainak száma 424 fő (2024).

## Földrajza
Destriana Santiago Millas, Valderrey, Villamontán de la Valduerna, Quintana y Congosto, Castrillo de la Valduerna és Val de San Lorenzo községekkel határos.

## Népesség
A település lakosságának változását az alábbi diagram mutatja:
| Lakosok száma | 830  | 736  | 657  | 630  | 597  | 562  | 511  | 479  | 438  | 424  |
|               | 2001 | 2004 | 2007 | 2009 | 2012 | 2014 | 2017 | 2019 | 2022 | 2024 |